# 三ッ輪商会
株式会社三ッ輪商会（みつわしょうかい）は、北海道釧路市に本社を置く企業。

## 概要
登記上は三ッ輪商会だが、ロゴは三ッ輪商會となっている。

## 歴史
前身の三ッ輪運輸商事部は、戦後の窮乏期で物資の不足する中、昆布などの海産物を内地へ託送し、その帰り荷として石鹸、化粧品や生活雑貨を釧路で販売していた。
1947年（昭和22年）10月8日、三ッ輪運輸株式会社商事部から独立し、株式会社三ッ輪商会を設立した（初代社長 栗林定四郎）。
1947年（昭和22年）8月、日本セメント株式会社（現在の太平洋セメント株式会社）の特約販売店となり、道東の受注に応じた。同時期に函館重油タンクの販売店を請けていたが、三菱石油株式会社に合併されるのに伴い、昭和24年4月に三菱石油株式会社の特約販売店となった。更にその頃、明治鉱業株式会社の石炭専属仲買店（専仲）となった。
セメント・石油・石炭の販売体制が整い、三ッ輪商会は東北海道一円の販売網を確立。その後建材、LPガス、機械、タイヤ、OA機器、コンテナ等の各分野に進出し、北海道全域に営業活動の場を広げた。

## 沿革
出典:
- 1947年（昭和22年）10月1日 - 三ツ輪運輸株式会社商事部より分離。石炭、石油、セメントの販売を開始
- 1949年（昭和24年）8月1日 - 帯広支店、北見支店開設、
- 1950年（昭和25年）4月1日 - 札幌支店、東京支店を開設し、生コンクリート、砂利、砂、砕石、割栗石、タイヤ、ベルト、パイプ、鋼材等の販売
- 1960年（昭和35年）8月1日 - 釧路大楽毛給油所開設
- 1961年（昭和36年）10月1日 - 釧路浪花町給油所開設
- 1963年（昭和38年）7月1日 - 釧路鳥取給油所開設　（十條前給油所に改名）
- 1968年（昭和43年）
  - 7月1日 - 網走郡美幌町に営業所開設
  - 12月1日 - 建設、産業機械、荷役運搬機、冷暖房機器等の販売を開始
- 1969年（昭和44年）8月1日 - 釧路川北オートガススタンド開設
- 1970年（昭和45年）5月1日 - 札幌北33条給油所開設
- 1972年（昭和47年）7月1日 - 札幌白石区中央給油所開設（本通6丁目給油所に改名）
- 1973年（昭和48年）
  - 6月1日 - 釧路新栄町給油所開設
  - 9月1日 - 釧路西港給油所開設
- 1989年（平成1年）10月1日 - 札幌支店、支社に昇格に伴い事務所移転
- 1995年（平成7年）9月1日 - 北見西給油所開設
- 1996年（平成8年）3月1日 - 白糠営業所開設
- 2000年（平成12年）10月1日 - ドコモステーション釧路昭和中央店を開設
- 2001年（平成13年）10月1日 - 釧路オペレーションサービスセンターを開設
- 2002年（平成14年）
  - 8月1日 - 北見支店、事務所移転
  - 10月1日 - 札幌車検センター開設
- 2006年（平成18年）4月1日 - 新事務所サイタスビル新築移転
- 2008年（平成20年）4月1日 - 苫小牧事業所開設

## 事業内容

### 建材事業本部

#### 建材課
セメント・生コンクリート・パイル・骨材・他建築土木資材の販売、それに伴う工事。三ッ輪ベンタス製品工場で製造されるヒューム管などのコンクリート二次製品の取扱い。

#### コンテナ営業課
コンテナの販売、リース。

### エネルギー事業本部

#### 産業エネルギー部
ENEOSの特約店として、産業用、暖房用のA重油、軽油、灯油、アスファルトの直売。

#### SSリテール部
ENEOS、おそうじ本舗の運営。

#### LPガス販売部
家庭用、業務用のLPガスの供給及び保安業務。アストモスエネルギーの特約店として、タクシーなどのLPガス車へプロパンガスを販売。

### 企画事業本部

#### 企画営業部

##### ツーリズムデザイン課
アウトドア専門ショップ「アウトドアショップEHAB（イーハブ）」、キャンプ場「EHAB和琴湖畔キャンプフィールド」を運営。

#### フードビジネス部
業務スーパーをフランチャイズで展開。2021年8月5日、釧路昭和店をオープン。2022年10月31日に北見小泉店、2023年3月23日に旭川緑町店、2024年8月8日に旭川永山店、2025年2月6日に中標津店をオープン。2025年6月頃、DCM木場店敷地内に6店舗目をオープン予定。

#### 情報事業部
ドコモショップの運営。

##### ビジネス・サポート課
富士フイルムビジネスイノベーション製品のリース、販売や、OA機器、事務機器などオフィス環境のトータルサポートを提供。

## 事業所
出典:
- 本社 - 釧路市鳥取南5丁目12番5号
- 札幌支社 - 札幌市東区北12条東9丁目3-28
- 帯広支店 - 帯広市西7条南16丁目12
- 北見支店 - 北見市中央三輪4丁目526
- 東京支店 - 東京都千代田区丸の内2丁目5-2 三菱ビル9階954区
- 苫小牧事業所 - 苫小牧市あけぼの町3丁目2番5号

### 産業エネルギー事業本部

#### SSリテール部
- 札幌車検センター - 札幌市東区北33条東7-488-9
- KeePerPROSHOP釧路空港店 - 釧路市鶴丘2 釧路空港有料駐車場内

ENEOS
- Dr.Drive浪花町店 - 釧路市浪花町6-7
- Dr.Drive新栄町店 - 釧路市新栄町19-14
- Dr.Drive十條前店 - 釧路市鳥取大通1-7-2
- Dr.Drive西港店 - 釧路市鳥取南7-1-6
- Dr.Drive大楽毛店 - 釧路市大楽毛2-3
- EneJet北33条店 - 札幌市東区北33条東7丁目3-12
- EneJet本通6丁目店 - 札幌市白石区本通6丁目北4-1
- Dr.Drive南郷通店 - 札幌市白石区東札幌2条5-7-13
- EneJet北見大通店 - 北見市大通東4丁目1-1
- Dr.Drive北見西店 - 北見市中央三輪4丁目523-12

##### ライフサポート課
- おそうじ本舗東札幌店 - 札幌市白石区東札幌[18]

#### LPガス販売部
- 川北オートガススタンド - 釧路市川北町2-8

### 企画事業本部

#### 企画営業部
- アウトドアショップEHAB[7] - 釧路市錦町2-4 釧路フィッシャーマンズワーフMOO1階[19][20]

#### フードビジネス部
- 業務スーパー釧路昭和店 - 釧路市昭和中央4丁目10-14[21]
  - 馳走菜釧路昭和店
- 業務スーパー北見小泉店 - 北見市小泉216-1[22]
- 業務スーパー旭川緑町店 - 旭川市緑町18丁目3034-1[23]
  - 馳走菜旭川緑町店
- 業務スーパー旭川永山店 - 旭川市永山2条6丁目1-19[24]
  - 馳走菜旭川永山店
- 業務スーパー中標津店 - 標津郡中標津町東12条南1丁目1-1[25]

#### 情報事業部
- ドコモショップ釧路昭和店 - 北海道釧路市昭和中央4-1-1[26]

## 関連会社
出典:

### 主要関連会社
- 三ッ輪運輸

### グループ企業
- 三ッ輪ベンタス株式会社（生コンクリート・骨材製造販売・ヒューム管・ 二次製品・防災ＰＣ・コンクリート製品製造販売）
- 三ッ輪建設工業株式会社（建設業・骨材販売）
- 三ッ輪砕石株式会社（砕石製造・販売）
- 三ッ輪トーヨータイヤ株式会社（各種タイヤ・ゴム製品販売）
- 株式会社ポータス（コンピュータ・情報システムサービス）
- ノーザンミツワ株式会社（北海道内と千葉県内にてびっくりドンキーのFC運営、北海道うまいもの館のFC運営、レストランの運営）
- 株式会社サイタス（不動産管理）
- 羅臼生コンクリート株式会社（生コンクリート・コンクリート製品製造販売）
- トンタス浜中株式会社（畜産業）
- 株式会社第一飼料（農業・牛用飼料販売）
- 第一産業株式会社（牛用飼料製造）
- 株式会社コスモ（畑作資材・酪農資材の卸売・小売）
- ユナイセス株式会社（畑作資材・酪農資材の輸入販売）
- 空知石炭株式会社（燃料販売）

### 主要関係会社
- 株式会社栗林商会
- 苫小牧栗林運輸株式会社
- 栗林商船株式会社
- 栗林運輸株式会社

#### 広報資料・プレスリリースなど一次資料
1. ↑  “会社概要”. 2025年2月24日閲覧。
2. 1 2  “会社案内”. 2025年2月24日閲覧。